# Theodor Schneller
Theodor Schneller (* 25. September 1856 in Jerusalem; † 16. April 1935 ebenda) war ein deutscher Theologe, der im Nahen Osten diakonisch wirkte.

## Lebenslauf

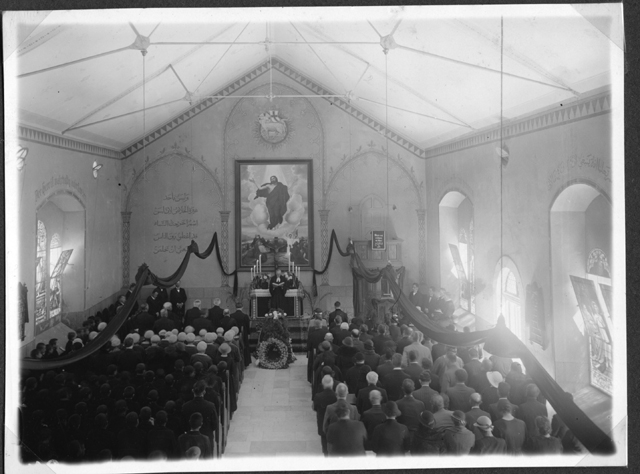
Trauerfeier für Theodor Schneller in der Anstaltskirche des Syrischen Waisenhauses, April 1935.

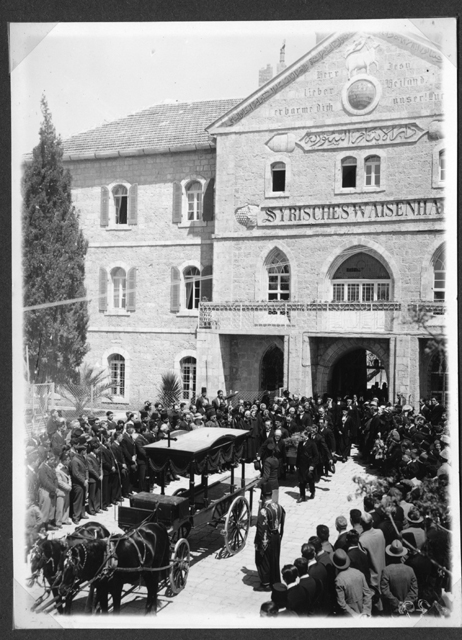
Trauerzug für Theodor Schneller beim Verlassen des Syrischen Waisenhauses.

Theodor Schneller, ältester Sohn des Lehrers und Missionars Johann Ludwig Schneller und seiner Frau Magdalene, wuchs in Jerusalem im Umfeld des Syrischen Waisenhauses, das sein Vater gegründet hatte, auf. Mit seinen vier Geschwistern wuchs er unter arabischen Jungen auf. Die schulische Bildung wurde ihnen vom Vater vermittelt. Theodor wurde 13-jährig gemeinsam mit seinem Bruder Ludwig nach Deutschland geschickt; von 1869 bis 1873 besuchten sie die Lateinschule in Schorndorf. Nach dem Abitur studierte er Evangelische Theologie. Am 8. August 1887 heiratete Theodor Johanna Allmendinger; in Fellbach wurde das Paar durch Theodors Bruder Ludwig getraut.
Seit 1885 unterstützte Theodor seinen Vater in der Leitung des Syrischen Waisenhauses. Nach dessen Tod übernahm er die Leitung der Einrichtung. Am 24. April 1910 wurde der Grundstein für das Galiläische Waisenhaus in Nazareth gelegt. Es wurde durch amerikanische Spenden, die auf eine Amerika-Reise seines Bruders Ludwig in den Jahren 1907/08 zurückgingen, finanziert. 1927 konnte es fertiggestellt werden und seine Tätigkeit aufnehmen.
Nach dem Ende Osmanischen Reiches infolge des Ersten Weltkriegs wurde Schneller durch die britische Mandatsgebietsverwaltung, die das Haus bis 1923 dem Amerikanischen Roten Kreuz bzw. dem für diese Aufgabe gebildeten Near East Relief unterstellte, seines Amtes enthoben. Von 1920 bis 1923 verließ er Palästina.
Die britischen Behörden gestatteten Theodor Schneller 1923 die Einrichtung wieder zu leiten. Sein ältester Sohn, Hermann (1893–1993), gleichfalls Theologe, stand seinem Vater als Inspektor zur Seite. Der jüngere Sohn, Ernst, der Ingenieurwissenschaften studiert hatte, errichtete auf dem Schneller-Gelände, dem von der britischen Mandatsverwaltung Kommunalrechte und damit auch Unabhängigkeit in Zivilrechtsfragen zuerkannt wurden, einen Werkhof mit dem modernsten und größten Elektrokraftwerk des Nahen Ostens ein. Unter Theodors Leitung erfolgte 1926 die Bildung eines Lehrerseminars und 1927 die Wiedereröffnung der Anstalt Philistäisches Waisenhaus in Bir Salem. Schneller konnte noch die Anfänge des Baus einer Gemeindesiedlung sowie 1934 die Neuerrichtung eines Mädchenheims erleben. Seit der nationalsozialistischen Machtergreifung waren Spenden und Überweisungen von Deutschland nach Palästina verboten. So war es nun wichtig, dass das Syrische Waisenhaus auch amerikanische Förderer besaß, wofür vor allem die USA-Reise seines Bruders Ludwig in den Jahren 1908/1909 verantwortlich war.
Theodor Schneller starb am 16. April 1935 in Jerusalem und wurde dort, wie seine Eltern auf dem Zion auf dem Protestantischen Zionsfriedhof der St. George’s Anglican Cathedral beigesetzt.
In Würdigung seines Einsatzes trägt die Theodor-Schneller-Schule im jordanischen Amman seinen Namen.